# Alwin Kuhn
Alwin Kuhn (Berlín, 13 de gener de 1902 — Innsbruck, 30 de juny 1968) va ser un lingüista i romanista alemany.
Després de treballar uns anys en el tèxtil per guanyar-se la vida, va aconseguir estudiar entre 1927 i 1931 filologia romànica i anglesa a Tübingen, amb Gerhard Rohlfs, Bonn, amb Wilhelm Meyer-Lübke, i Leipzig, amb Walther von Wartburg i Theodor Frings. Va defensar la tesi doctoral el 1931, sota la direcció de Von Wartburg, amb el títol Die französische Handelssprache im 17. Jahrhundert (el llenguatge del comerç francès del segle xvii). El 1935 presentà la tesi d'habilitació, també amb Von Wartburg, amb el títol Der hocharagonesische Dialekt (el dialecte altaragonès).
Va ser professor de romanística a Friburg de Brisgòvia (1938), Marburg an der Lahn (1940) i Innsbruck (des de 1952). Els seus interessos foren pels idiomes i dialectes pirinencs, especialment sobre l'aragonès, del qual va publicar Der hocharagonesische Dialekt, la seva tesi doctoral, (1935). També va estudiar els parlars del Delfinat i de Sardenya i en els anys que va passar a Innsbruck va promocionar els estudis sobre el retoromànic, tema sobre el qual es van defensar moltes tesis en aquesta universitat sota la seva direcció. Moltes es van publicar a la col·lecció que ell fundà: "Romanica Aenipontana". Una altra línia de recerca fou sobre el lèxic francès: durant anys, a partir de 1938, fou redactor del Französisches Etymologisches Wörterbuch de Walther von Wartburg, per al qual redactà més de 150 articles.
Fou nomenat membre de l'Akademie der Wissenschaften zu Wien (1958). Fou també professor visitant de la Universitat d'Ann Arbor. Va ser editor durant trenta anys del suplement bibliogràfic de la Zeitschrift für romanische Philologie (1927).